# Souleymane Traoré
Pour les articles homonymes, voir Traoré.
Souleymane Traoré, né le 15 juin 1989,, est un coureur cycliste ivoirien.

## Biographie
En 2018, Souleymane Traoré s'impose sur une étape du Tour de Côte d'Ivoire. Il devient également champion national en VTT. L'année suivante, il triomphe sur le Tour de l'Est International. Il termine ensuite deuxième du Tour de Côte d'Ivoire en 2021, avec le gain de quatre étapes. 
Lors de la saison 2022, il remporte le Tour de Côte d'Ivoire ainsi que le championnat de Côte d'Ivoire sur route. 

## Palmarès
- 2018
  -  Champion de Côte d'Ivoire de VTT
  - 2e étape du Tour de Côte d'Ivoire
- 2019
  - Tour de l'Est International :
    - Classement général
    - Prologue et 6e étape
- 2021
  - 2e, 6e, 7e et 8e étapes du Tour de Côte d'Ivoire
  - 2e du Tour de Côte d'Ivoire
- 2022
  -  Champion de Côte d'Ivoire sur route
  - Classement général du Tour de Côte d'Ivoire
- 2024
  - 2e du championnat de Côte d'Ivoire sur route

## Classements mondiaux
| Année                                 | 2018  | 2019 | 2020 | 2021  | 2022 |
| ------------------------------------- | ----- | ---- | ---- | ----- | ---- |
| Classement mondial                    | 2135e | nc   | nc   | 2718e | 984e |
| UCI Africa Tour                       | 153e  | nc   | nc   | 155e  | 46e  |
|                                       |       |      |      |       |      |
| Légende : nc = non classéSource : UCI |       |      |      |       |      |